# Peltidium lerneri
Peltidium lerneri är en kräftdjursart som beskrevs av Geddes 1968. Peltidium lerneri ingår i släktet Peltidium och familjen Peltidiidae. Inga underarter finns listade i Catalogue of Life.